# Pitulice de munte orientală
Pitulicea de munte orientală (Phylloscopus orientalis) numită și pitulice de munte, pitulice orientală, pitulice verde montană, pitulice balcanică, este o pasăre mică, insectivoră, migratoare din familia filoscopide (Phylloscopidae) care cuibărește în sud-estul Europei din Croația până în Albania și Bulgaria, nordul Greciei și vestul și sud-vestul Turciei; există populații izolate în estul Anatoliei, Siria, Liban și vestul Iranului. Iernează în estul Africii. Migrația de primăvară începe la sfârșitul lui februarie sau începutul lui martie, iar cea de toamnă începe la jumătatea lui iulie, continuă în august și se termină în septembrie. În România au fost observați sporadic indivizi din această specie în sudul Dobrogei (mai ales la Agigea) și mai demult în Carpați, nu este exclus însă și să cuibărească, chiar a fost suspectată o tentativă de cuibărit în pădurea Hagieni. În septembrie 2018 Emanuel Baltag și Galan Petrișor au capturat și inelat un exemplar la Agigea. Cuibărește în păduri, în nordul arealului la altitudini mai mici și în păduri mai rare cu tufărișuri, în sudul arealului pe pantele montane, în păduri de pin sau de stejar. Este o pasăre de talie mică, are o lungime de 11,5 cm și o greutate de 5,5-10,5 g. Sexele sunt asemănătoare și nu se pot diferenția după culoarea penajului. Coloritul feței este destul de simplu, cu o sprânceană albicioasă sau alb-gălbuie deasupra ochiului, destul de vag conturată înaintea ochilor. Lorul (lorum) este întunecat, brun-măsliniu, și se întinde peste ochi formând o dungă oculară brunie slab conturată. Obrazul și regiunea auriculară de culoare brună mai deschisă. Creștetul și ceafa de culoare cenușie. Părțile superioare sunt cenușii sau brun-cenușii, cu aproape nici o nuanță brună pe creștet sau pe manta, și cu târtița și tectricele supracaudale de culoare verde-gălbuie sau galben-măslinie. Aripile sunt destul de lungi și ascuțite.  Remigele aripilor brun-închise cu marginile laterale galben-verzui strălucitoare, care formează o oglindă alară verde distinctivă pe aripa nedesfăcută, contrastând cu remigele terțiare situate deasupra care au marginile laterale albicioase și centrul întunecat. Tectricele supraalare brun-închise; marginile laterale ale supraalarelor mari și ale tectricelor primare galben-verzui. Coada destul de lungă, cu vârful pătrat sau ușor bifurcat, are o culoare brun-închisă, rectricele cozii au marginile laterale galben-verzui strălucitoare. Părțile inferioare alb-mătăsoase, cu nuanțe vagi cenușii sau brun-gălbui deschise pe laturile pieptului și flancuri. Tectricele subcodale alb-cenușii. Tectricele subalare și axilare galben-deschise sau albicioase. Irisul brun-închis. Ciocul scurt și gros de culoare galben-închisă. Picioarele lungi, în general brun-cenușii sau brun-negricioase. Se hrănește cu nevertebrate, mai ales cu insecte, pe care le caută în coronamentul arborilor și  în subarboret, pe ramurile periferice. Toamna consumă și fructe. Este o specia monogamă, teritorială. Cuibul și-l face de cele mai multe ori pe pământ, sub un tufiș, el are formă de dom, cu o intrare laterală, și este construit din iarbă și uneori frunze și rădăcinuțe. Femela depune la sfârșitul lui mai și începutul lui iunie 4-7 ouă albe, stropite cu puncte purpurii, pe care le incubează 12-13 zile, în timp ce masculul veghează de pe o ramură mai înaltă din coroana copacului. Puii sunt hrăniți de ambii părinți și părăsesc cuibul după 12-13 zile. Depune o singură pontă pe an. Pitulicea de munte orientală a fost considerată până recent ca o subspecie (Phylloscopus bonelli orientalis) a pitulicii de munte occidentale (Phylloscopus bonelli), cu care se aseamănă foarte mult.

## Denumirea
Denumirea latină Phylloscopus a genului, provine din cuvintele latine phyllo (din greacă phullon) = frunză + scopus (din greacă skopos) = cercetător, observator, examinator, căutător, deoarece acest gen include specii care își petrec o mare parte din timpul lor hrănindu-se în arbori "examinând frunzele". Denumirea latină a speciei orientalis (= oriental, răsăritean, estic, de răsărit, de est) indică faptul că ea se găsește în estul Europii.
În limba română pitulicea de munte orientală (Phylloscopus orientalis) se mai numește pitulice de munte, pitulice orientală, pitulice verde montană, pitulice balcanică, pitulice Bonelli estică, pitulice verde Bonelli.

## Sistematica și taxonomia
Pitulicea de munte orientală a fost descrisă pentru prima dată în 1855 de C. L. Brehm sub denumirea latină de Phyllopneuste orientalis (terra typica Wadi Halfa, Nubia, nordul Sudanului). Ea a fost considerată până recent ca o subspecie (Phylloscopus bonelli orientalis) a pitulicii de munte occidentale (Phylloscopus bonelli), cu care se aseamănă foarte mult.
Helbig și colab. (1995) au arătat că diferența genetică (analiza citocromului b și a ADN mitocondrial) dintre pitulicea de munte occidentală (Phylloscopus bonelli) și pitulicea de munte orientală (Phylloscopus orientalis), considerate mai înainte  ca două subspecii ale aceleiași specii, a fost de 8,5%. Ținând cont și de faptul că cele două forme sunt alopatrice și au strigăte de contact foarte diferite și cântece puțin diferite, cu unele diferențe morfologice subtile, dar semnificative, și că nu sunt cunoscute hibridizări între ele, acestea sunt considerate de majoritatea autorilor ca două specii separate.
Pitulicea de munte orientală este o specie monotipică (nedivizată în subspecii).

## Răspândirea geografică
Pitulicea de munte orientală cuibărește în sud-estul Europei, în fosta Iugoslavie (Croația, Bosnia și Herțegovina, Macedonia, Muntenegru, Serbia), Albania, Bulgaria, sudul României (?), nordul Greciei, și vestul și sudul Turciei. Populații izolate cuibăresc în estul Anatoliei, Siria, Liban și vestul Iranului. Migrează toamna prin vestul Turciei, Siria și Israel până în Sudan și se întoarce primăvara spre nord prin Egipt. În migrația de toamnă și primăvara este întâlnită spre vest până în Malta, Tunisia, Cipru și vestul Libiei. Iernează în estul Africii (estul Ciadului, partea sud-centrală a Sudanului și Eritreea). Apariții accidentale au fost înregistrate în Marea Britanie, Irlanda, Olanda, Norvegia, Finlanda, Ungaria, Ucraina (Crimeea), Sudanul de Sud, Irak, Oman și Emiratele Arabe Unite.

### Prezența în România
Pitulicea de munte orientală este foarte rar întâlnită în România. Nu există date certe referitoare la cuibăritul ei în România. Sporadic au fost observați indivizi din această specie în sudul Dobrogei și mai demult în Carpați. În trecerea ei prin Dobrogea a fost capturată la Agigea (pe litoral) și observată pe malul lagunelor. Victor Ciochia a întâlnit-o pe coasta Mării Negre. A fost chiar suspectată o tentativă de cuibărit în pădurea Hagieni.
Dombrowski a observat-o în 1904. El scrie « La 25 august 1904 am observat un exemplar în grădina mea cea mare din mijlocul orașului București, așa de aproape, încât mai să ajung cu mâna această păsărică dorită; dar din păcate a dispărut până ce m-am întors repede cu arma de vânătoare la fața locului. » Eduard Czynk scrie despre răspândirea acestei pitulici în Carpații ardeleni, în Ornith. Jahrb., Anul II, p. 206, cum urmează: « Meritul de a fi observat-o prima dată în Ardeal este al lui Stetter, care, după cum afirmă E. Albert-Bielz în Die Fauna der Wirbeltiere Siebenbürgens, a observat-o deja la 24 martie 1845 lângă Strei la Batiz. La 19 august 1889, scrie eminentul cercetător mai departe, am observat Pitulicea verde montană pentru prima dată în munții Felmer-ului. Întâmplarea a jucat și aici rolul principal. Doream să-mi îmbogățesc colecția cu câteva Pitulice verzi, și am împușcat din acestea mai multe exemplare, între care se găsea și un Phylloscopus bonelli. De aceștia am mai căutat apoi, cu atât mai zelos, dar fără rezultat. Abia în anul acesta, la 10 Aprilie, am împușcat un exemplar, în desișul de sălcii de-a-lungul Oltului. Din păcate, am strivit acest exemplar așa de mult, încât — cu toată răbdarea și osteneala — nu am putut prepara un balg din el. Al treilea exemplar l-am împușcat în August, pe dealurile Marginei, la poalele munților. Cu toată osteneala dată, nu am mai izbutit să împușc alt exemplar; când, în fine, la 14 August, am mai avut în față o Pitulice verde montană, aveam numai arma cu gloanțe la mine ». Pitulicea de munte a fost observată și în Moldova în 1891.
Studiul pitulicilor în România a fost efectuat de Dan Munteanu, el a capturat în 1971 o pitulicea de munte orientală la Agigea, exemplarul colectat se află în colecția Muzeului Grigore Antipa. Aurel Papadopol a găsit-o în 1972 în zona Colinelor Tutovei (Podișul Central Moldovenesc). Peter Weber și Alexandru Mihăileanu în 1989 au suspectat că această pitulice cuibărește
în pădurea Hagieni. După mai mulți ani de la aceste observații un exemplar al pitulicii de munte orientale a fost capturat și inelat la Agigea pe 7 septembrie 2018 de Emanuel Baltag și Galan Petrișor. Ulterior pe 12 septembrie 2018 pe Grindul Chituc a fost capturat un alt exemplar de Cătălin Fuciu.

## Descrierea
Este o pitulice de talie mijlocie-mică, destul de deschisă la culoare, în mare parte cenușie sau brun-cenușie, cu excepția oglinzii alare verde-gălbui strălucitoare. Este destul de îndesată, cu capul și corpul mai mari și mai rotunjite, cu aripi destul de lungi și ascuțite și cu coada destul de lungă, cu vârful pătrat sau ușor bifurcat. Are o lungime de 11-12 cm (în medie de 11,5 cm)  și o greutate de 5,5-10,5 g. Este puțin mai mare decât pitulicea mică (Phylloscopus collybita). Sexele sunt asemănătoare și nu se pot diferenția după penaj.

### Adultul în penajul nupțial
Adultul în penajul nupțial proaspăt, neuzat, are părțile superioare de o culoare mai spălăcită fără luciu, cenușie sau brun-cenușiu deschisă, mantaua și spatele cu o nuanță verzuie, dar practic fără o nuanță brună pe creștet sau pe manta. Târtița și tectricele supracaudale sunt verde-gălbui sau galben-măslinii strălucitoare (uneori greu vizibile pe teren, însă târtița gălbuie iese în evidență în timpul zborului) și contrastează cu spatele brun-cenușiu. Coloritul feței este destul de simplu, cu o sprânceana albicioasă, uneori ocru (= brun-gălbuie) sau galbenă deasupra ochiului, destul de vag conturată înaintea ochilor și adesea fragmentată aici într-o pată. În contrast, ochiul negru mare domină fața mată. Obrazul brun și regiunea auriculară brună sau brun aprinsă, acesta din urmă uneori contrastează cu creștetul și ceafa de culoare cenușie. Lorul (lorum) și regiunea auriculară superioară de culoare brun-măslinie închisă formează o dungă brunie vagă peste ochi, care contrastează slab numai cu regiunea auriculară și obrajii de culoare brună ușor mai deschisă. Inelul orbital nedivizat este alb-gălbui deschis. Părțile inferioare sunt uniform colorate, alb-mătăsoase sau alb-murdară, cu excepția nuanței vagi brun-gălbui deschise (ocru-deschise) sau cenușii pe laturile pieptului și flancuri. Tectricele subcodale alb-cenușii; coapsele brun-gălbui deschise. Coada este destul de lungă, cu vârful pătrat sau ușor bifurcat. Rectricele cozii de culoare brun-închisă, tivite pe margini cu galben-verzui viu, steagurile interne ale celor patru sau cinci rectrice laterale sunt tivite îngust pe margini cu alb. Aripile sunt destul de lungi și ascuțite. Remigele primare și secundare sunt brun-închise și au marginile laterale viu colorate cu galben-verzui. Remigele terțiare situate deasupra au marginile laterale albicioase sau alb-gălbui deschise și centrul întunecat. Marginile deschise ale remigelor secundare formează o oglindă alară distinctivă verde strălucitoare pe aripa nedesfăcută, care contrastează cu remigele terțiare cu centrul întunecat. Tectricele supraalare brun-închise; marginile laterale ale tectricelor supraalare mari și ale tectricelor primare sunt galben-verzui. Tectrice subalare sunt galben-deschise sau albicioase; tectricele axilare au o culoare deschisă, galben-albicioase. Ciocul este scurt și gros de culoare galben-închisă, mandibula superioară brun deschisă cu marginile tăioase rozacee; mandibula inferioară brun-rozacee cu vârful brun-deschis, baza mandibulei inferioare cu o mică zonă palidă. Picioarele sunt lungi, în general de culoare ștearsă brun-cenușiu deschisă, brun-rozacee sau brun-ardezie. Irisul este brun-închis.
Adultul în penajul nupțial uzat (iunie-iulie) are părțile superioare în general mai cenușii și mai deschisă la culoare, aripile și coada își pierd unele dintre marginile strălucitoare, oglinda alară verde devine mai spălăcită, mai puțin strălucitoare, predominant brun-aurie sau verde-deschisă, uneori complet uzată. Remigele aripilor și rectricele cozii sunt verzi mai deschise, uzate și erodate; remigele terțiare sunt erodate, decolorate până la albicioase.

### Adultul în penajul postnupțial
Adultul în penajul postnupțial  (toamna) are corpul și capul ca la adultul în penajul nupțial proaspăt, dar remigele aripilor, rectricele cozii și majoritatea tectricelor aripilor care sunt păstrate de la penajul nupțial, se decolorează în brun mai deschis, se uzează și se erodează.

### Juvenilul
Juvenilul (toamna) este asemănător cu adultul, cu excepția părților superioare mai întunecate, cu o nuanță mai brunie. Textura penelor este rarefiată și pufoasă. Remigele și rectricele sunt tivite cu verde-gălbui viu. Târtița brun-măslinie, gălbui șters. Dunga supraciliară puțin evidentă. Zona auriculară brună-închis pierzându-se în culoarea albă a gâtului.

### Imaturul în prima iarnă
Imaturul în prima iarnă este asemănător cu adultul, dar părțile superioare sunt mai viu colorate, cu o nuanță mai uniform măsliniu-cenușie. Târtița mai puțin contrastantă, confundându-se mai mult cu remigele scapulare și spatele brun-cenușii. Marginile remigelor aripilor și rectricelor cozii sunt mai viu colorate, iar marginile remigelor terțiare mai puțin albe, mai mult galben-măslinii. Remigele și rectricele sunt noi și neerodate, spre deosebire de penajul uzat al adultului înainte de năpârlirea prenupțială.

### Date biometrice
Prima remige primară (în numerotarea ascendentă a primarelor) este cu 5-8 mm mai lungă decât tectricele supaalare primare, a 2 remige primară este între a 5 și a 6 (în 65%), sau egală cu a 6-a (în 20%) sau, foarte rar, între a 6-a și a 7-a (în 15%). A treia și a patra remige primară sunt de dimensiuni egale și formează împreună cu a doua vârful aripii.
Steagul extern al remigelor primare 3, 4 și 5 este îngustat și arcuit, cu aspect de emarginație (= emarginatură, crestătură sau scobitură), însă a 6-a remige primară nu are o emarginație pe steagul extern (însă mulți indivizi prezintă cel puțin o urmă de emarginație).
La pitulicea de munte orientală proiecția remigelor primare este egală cu trei pătrimi din lungimea vizibilă a remigelor terțiare.
Lungimea aripii masculului 63-72 mm, femelei 62-69 mm. Lungimea ciocului 10,5-13,5 mm. Lungimea tarsului 16-19 mm. Lungimea cozii masculului 43-55 mm, femelei 41-53 mm. Greutatea 5,5-11 g.

## Specii asemănătoare
Identificarea pe teren a pitulicii de munte orientale este dificilă și este întotdeauna o provocare pentru observatori. Probabil de aceea există puține observații a acestei specii în România. Ea poate fi confundată cu pitulicea de munte occidentală, pitulicea sfârâitoare, pitulicea fluierătoare,  pitulicea mică și frunzărița mică.
Pitulicea de munte orientală este foarte asemănătoare cu pitulicea de munte occidentală (Phylloscopus bonelli), dar creștetul, ceafa, mantaua și remigele scapulare sunt mai cenușii, aproape fără nici o nuanță brună pe creștet sau pe manta, care contrastează destul de mult cu târtița și tectricele supracaudale de culoare verde-gălbuie. Tectricele subalare și axilare sunt mai deschise la culoare, nu atât de galbene ca la pitulicea de munte occidentală. Pitulicea de munte orientală este puțin mai mare decât pitulicea de munte occidentală, are aripile mai lungi și mai ascuțite, a 2-a remigea primară (în numerotarea ascendentă a primarelor) este mai lungă, de obicei între a 5-a și a 6-a sau egală cu a 6-a, la pitulicea de munte occidentală a 2-a remigea primară este între a 6-a și a 7-a; a 6-a remige primară nu este niciodată emarginată pe steagul extern (uneori există doar o ușoară urmă de emarginație), spre deosebire de pitulicea de munte occidentală care este adesea emarginată pe a 6-a remigea primară.
Doug Page indică următoarele diferențe între pitulicea de munte orientală și cea occidentală:
| Părțile corpului                   | Pitulicea de munte orientală (Phylloscopus orientalis) | Pitulicea de munte occidentală (Phylloscopus bonelli)                                                                                        |
| ---------------------------------- | --- | --- |
| Sprânceana                         | Albicioasă, destul de vizibilă, probabil fără nuanțe galbene | Albicioasă, dar adesea cu o nuanță galbenă sau ocru (brun-gălbuie) și, prin urmare, mai puțin vizibilă                                       |
| Lorul (lorum)                      | De culoare deschisă, dar nuanța întunecată din fața ochiului este mai evidentă                                                                                    | De culoare deschisă, nuanța întunecată din fața ochilor este destul de vagă și mai puțin evidentă                                            |
| Regiunea auriculară                | Brun-deschisă până la aproape brun-roșcată strălucitoare, contrastând cu nuanța cenușie a capului                                                                 | Brun-deschisă, contrastând mai puțin cu nuanța mai brunie a capului                                                                          |
| Părțile superioare                 | Spălăcite, cenușiu-verzui, fără nuanțe brune, adesea cu un aspect destul de cenușiu cu o nuanță foarte slabă măslinie sau verzuie pe partea inferioară a mantalei | Mai puțin cenușii, mai măsliniu-brunii sau bruniu-deschise, pot fi destul de asemănătoare cu nuanța frunzăriței mici (Iduna caligata)        |
| Marginile remigelor și rectricelor | Spălăcite verzui-deschise | Verde-gălbui mai strălucitoare |
| Marginile remigelor terțiare       | Contrastează mult cu remigele cu marginile verzui, dar au marginile albicioase sau alb-argintii                                                                   | Contrastează mai puțin, marginile remigelor terțiare mai cenușii                                                                             |
| Tectricele axilare și subalare     | Galben-deschise sau albicioase | Galbene mai strălucitoare |
| Tectricele supracaudale            | Mai mult contrast între târtița galbenă și tectricele supracaudale mai lungi și spălăcite                                                                         | Mai puțin contrast între târtița galbenă și nuanța galbenă a tectricelor supracaudale mai lungi                                              |
| Ciocul                             | Baza deschisă a mandibulei inferioare este mai mică | Mandibula inferioară mai mult roz-deschisă, mandibula superioară cornie cu marginea tăioasă și baza rozacee. Întregul cioc are un aspect roz |
| Picioarele                         | Brun-cenușiu-închise sau brun-negricioase | În general, mai deschise la culoare, adesea cu o nuanță brun-rozacee                                                                         |

Oglinda alară și marginile rectricelor cozii de culoare distinctivă galben-verzuie sau brun-aurie și părțile inferioare alb-mătăsoase sunt uneori asemănătoare cu cele ale pitulicii sfârâitoare (Phylloscopus sibilatrix). Cu toate acestea, această specie are partea inferioară a gâtului și partea superioară a pieptului bine delimitate de culoare galbenă, părțile superioare verzi strălucitoare și proiecția remigelor primare foarte lungă, egală sau mai lungă decât lungimea vizibilă a remigelor terțiare (proiecția remigelor primare este numai de trei pătrimi din lungimea vizibilă a remigelor terțiare la pitulicea de munte orientală). În penajul uzat, părțile superioare devin mai cenușii și multe dintre marginile verzi ale penelor aripilor și cozii devin uzate, estompate și mai puțin pronunțate.
Forma elegantă a păsării și structura aripii pot fi confundate cu pitulicea fluierătoare (Phylloscopus trochilus), mai ales cu subspecia estică Phylloscopus trochilus yakutensis, care este mai cenușie și are pata de pe târtița măsliniu-deschisă. Pitulicea de munte orientală are fața mai mată, cu sprânceana mai scurtă și mai deschisă la culoare, regiunea auriculară și dunga de peste ochi slab conturate de culoare întunecată, iar dunga de peste ochi este adesea nedetectabilă pe teren. Ochiul negricios se evidențiază pe o astfel de față mată, neexpresivă. Chiar și în penajul uzat, marginile remigelor sunt verzui sau brun-aurii și contrastează cu penele înconjurătoare mai deschise și surii. Culoarea alb-mătăsoasă a părții inferioare a pitulicii de munte orientale este rar întâlnită la pitulicea fluierătoare, dar nici oglinda alară verzuie sau brun-aurie.
Subspeciile estice mai cenușii și mai deschise la culoare ale pitulicii mici (Phylloscopus collybita) pot fi, de asemenea, confundate cu pitulicea de munte orientală, mai ales că acestea au adesea o nuanță verzuie pe târtiță și pe marginile remigelor aripilor și rectricelor cozii. Cu toate acestea, ele sunt mai mici și mai fine, cu proiecția remigelor primare mult mai scurtă. Culoarea feței este mult mai intensă, cu sprânceana ocru-albicioasă, dunga de peste ochi întunecată și regiunea auriculară bine conturată ocru-brună. Părțile inferioare, deși sunt albe, au o nuanță ocru (= brun-gălbue) mai intensă pe piept și pe flancuri, în timp ce picioarele și ciocul sunt negricioase.
Frunzărița mică (Iduna caligata) este de culoare brun-cenușie deasupra și nu are verde, galben sau măsliniu în penaj. Culoarea feței este mult mai intensă, cu sprânceana albicioasă bine dezvoltată ce se extinde cu mult în spatele ochiului, și care contrastează cu dunga întunecată de peste ochi de culoare brun-cenușie și cu striația vagă liniară întunecată deasupra sprâncenei. Rectricele laterale ale cozii la frunzărița mică sunt albicioase, iar coada nu este crestată.

## Năpârlirea
Năpârlirea este puțin studiată. La adult năpârlirea parțială postnupțială a tectricelor are loc curând după sezonul de reproducere, probabil unele remige terțiare și tectrice alare năpârlesc în iulie-august. Unii indivizi probabil încep năpârlirea remigelor, dar o încetează chiar înainte de migrație, terminând-o în cartierele de iernare. Năpârlirea prenupțială completă are loc în sau lângă cartierele de iernat, însă data rămâne necunoscută.
Juvenilii năpârlesc parțial din iulie sau începutul lui august până în septembrie. Prima năpârlire completă are loc în cartierele de iarnă. Probabil data năpârlirii coincide cu cea a adultului.

## Vocea
Cântecul este un tril, foarte asemănător cu cel al pitulicii de munte occidentale (Phylloscopus bonelli), dar mai puțin viguros, fiind mai scurt și mai domol, el este îndeosebi slab și dulceag, dar variază între rapid și lent, contrastând astfel cu cântecul caracteristic rapid, descendent și liniștit al pitulicii de munte occidentale. Cântecul poate fi introdus și cu câteva note scurte, dar cântecele celor două specii în general nu se pot deosebi cu certitudine în afara arealului de cuibărit.
Strigătul de chemare este inconfundabil și completamente diferit de cel al pitulicii de munte occidentale, fiind un "cip", "cirp", "ciup", sau "khip", uneori "cirrip" sau "taip", metalic, monosilabic, scurt, ascuțit, tăios și destul de puternic sau răsunător, emis cu un ton destul de sec sau ascuțit și se aseamănă cu sunetele similare ale vrabiei de casă (Passer domesticus) sau vag cu al forfecuței (Loxia curvirostra), dar este mai domol. Acest strigăt de chemare este emis obișnuit la intervale regulate în timpul hrănirii, de asemenea adesea și în mod repetat pe parcursul sezonului de cuibărit și în pasaj. 

## Habitatul
Pitulicea de munte orientală este o specie arboricolă montană. Cuibărește în regiunile calde pe pantele montane și pe dealuri, în păduri de foioase deschise, mai ales în cele de stejar, mesteacăn, castan, fag, frasin și alte specii de foioase, cu coronament rar și un strat rar de vegetație de la sol, dar și în păduri mixte și în păduri pure de conifere, ca cele de pin și zadă. Preferă pantele montane însorite sudice uscate și abrupte. Limitele altitudinale în care se găsește specia sunt de la 200 m până la 1.800 m, cel mai des este întâlnită între 800 și 1.500 m.
În cartierele de iernat din Africa, trăiește mai ales în păduri deschise, în stepe aride, deschise, în savane cu tufișuri, mai ales cele cu acacie, și în alte tufărișuri mici de arbuști.
În România a fost întâlnită în locurile însorite cu mărăcinișuri, în crânguri, pineturi etc., mai ales pe malul lagunelor de pe coasta Mării Negre, ca cele de la Agigea.

## Comportamentul
Pitulicea de munte orientală poate fi văzută singură sau în perechi, dar cârduri mici, necompacte, se întâlnesc în pasaj primăvară. Păsările imature se întâlnesc de asemenea în cârduri mixte cu alte păsări mici la sfârșitul verii și toamna. Nu este foarte sperioasă și poate fi de obicei urmărită de aproape.
Este agilă și activă, mișcându-se asemenea pitulicii fluierătoare (Phylloscopus trochilus), din când în când își mișcă coada în diferite direcții, fâlfâind adesea în acelaș timp rapid din aripi. Petrece mult timp în căutarea insectelor în coronamentul copacilor, și adesea planează la vârful crengilor atunci când se hrănește, expunându-și astfel târtița de culoare deschisă verde-gălbuie. De asemenea prinde în zbor insectele, apucând pradă în aer și revine la locul de pândă din apropiere. Are o alură orizontală. Se deplasează prin salturi scurte dintr-o parte în alta. Mișcările sunt ușor mai lente și mai negrăbite decât la alte pitulici. Zborul este destul de asemănător cu al pitulicii fluierătoare (Phylloscopus trochilus), mai puțin fluturat decât cel al pitulicii mici (Phylloscopus collybita).

## Hrana
Se hrănește cu nevertebrate mici, mai ales cu insecte; toamna consumă și fructe. Își caută hrana singur, în perechi sau în cârduri mixte cu alte specii, în coronamentul arborilor, în tufișuri și în subarboret. Insectele le ciugulește pe ici, pe colo de pe frunze și ramurile periferice. Atârnă uneori cu capul în jos așa cum fac pițigoii (Parus). În căutarea hranei uneori planează deasupra marginii exterioare a frunzișului și, de asemenea, prinde în zbor insectele din aer.

## Reproducerea
Reproducerea este puțin studiată, dar este probabil la fel ca la pitulicea de munte occidentală (Phylloscopus bonelli). Ajunge la maturitate sexuală la vârsta de un an. Specia este monogamă și teritorială.
Femela alege locul pentru cuib pe care îl construiește singură. Cuibul este situat de obicei într-o cavitate mică pe pământ, adesea sub un tufiș, fiind bine ascuns în vegetația înconjurătoare. El are are forma sferică, cu intrare laterală, și este făcut din iarbă, și câteva frunze, rădăcinuțe, mușchi și păr de animale.
Ponta este depusă din aprilie/mai până în august, de obicei în mai-iunie. Depune o singură pontă pe an. Ponta constă din 4-7 ouă albe, stropite cu puncte purpurii, pe care le clocește femela singură, timp de 12-13 zile, în timp ce masculul veghează de pe o ramură mai înaltă din coroana copacului. Puii eclozați rămân în cuib 12-13 zile și sunt hrăniți de ambii părinți.

## Deplasări sezoniere
Pitulicea de munte orientală este o pasăre migratoare. Migrația de primăvară începe la sfârșitul lui februarie sau începutul lui martie, iar cea de toamnă începe la jumătatea lui iulie, continuă în august și se termină în septembrie. Iernează în centura de acacii (Acacia) de-a lungul marginii sudice a Saharei din estul Ciadului spre est până în Eritreea. Există un gol distinct care separă cartierele de iarnă ale pitulicii de munte orientale și pitulicii de munte occidentale (Phylloscopus bonelli), iar locurile de iernare ale pitulicii de munte orientale nu sunt complet cunoscute. În mijlocul iernii este absentă în Egipt, dar există o înregistrare în vestul Turciei la jumătatea lui decembrie.
Pleacă din locurile de cuibărit în iulie, pasajul maxim prin vestul Turciei are loc de la sfârșitul lui iulie până la sfârșitul lui august, dar a fost observată până la începutul lui octombrie de-a lungul coastei sudice a Turciei. Se întâlnește rar și neregulat în Cipru și în Israel și probabil că traversează Marea Mediterană direct în Egipt, unde pasajul principal are loc de la mijlocul lui august până la sfârșitul lui septembrie. Sosește în Sudan în august, dar pasajul prin nordul și centrul Ciadului continuă până la începutul lui octombrie. În migrația de toamnă este întâlnită spre vest până în Malta, Tunisia și vestul Libiei.
Pasajul de întoarcere spre locurile de cuibărit începe în martie, când este destul de comună în tot Egiptul și se întâlnește în număr mare de-a lungul coastei nordice până la mijlocul lui mai. Este comună în pasajul de primăvară și în jurul estului Mării Mediterane, unde (spre deosebire pasajul de toamnă) este comună în Israel, Cipru și de-a lungul coastei Turciei. Primele păsări sosite înapoi spre locurile de cuibărit sunt observate în vestul Turciei în a doua săptămână a lui aprilie și în nordul Greciei la mijlocul lunii aprilie.
Apariții accidentale au fost înregistrate în Marea Britanie, Irlanda, Olanda, Norvegia, Finlanda, Ucraina, Sudanul de Sud și Emiratele Arabe Unite.

## Statutul și conservarea
Specia nu este amenințată cu dispariția la nivel global (LC după criteriile IUCN).
În unele locuri este numeroasă. Populația calculată este circa 1% din cea a pitulicii de munte occidentale (Phylloscopus bonelli). Numărul de perechi cuibăritoare este mai mare în Bulgaria, Macedonia, Grecia și Turcia (Tracia), și foarte redus în restul arealului. În ultimii ani numărul de perechi cuibăritoare a crescut în Macedonia și Bulgaria, unde și-a extins arealul. Nu se cunoaște efectivul acestei specii care poate fi observat pe teritoriul României în timpul pasajelor și nu există date certe referitoare la cuibăritul ei în această zonă.
Populația europeană estimată de perechi cuibăritoare.
| Țara                  | Populația estimată (perechi cuibăritoare) | Anul estimării |
| --------------------- | ----------------------------------------- | -------------- |
| Albania               | 100-500                                   | 2002-2012      |
| Bosnia și Herțegovina | 50-80                                     | 2010-2014      |
| Bulgaria              | 4.000-7.000                               | 2005-2012      |
| Croația               | 25-50                                     | 2010           |
| Grecia                | 10.000-30.000                             | 2008-2012      |
| Macedonia             | 3.000-8.000                               | 2001-2012      |
| Muntenegru            | 50-100                                    | 2002-2012      |
| Serbia                | 15-30                                     | 2008-2012      |
| Turcia                | 10.000-50.000                             | 2013           |
| Total                 | 27.240-95.760                             | -              |